# Guillermo Gallardo
Guillermo Gallardo, född 2 november 1970 i Zárate, Argentina, är en volleybolltränare.
Gallardo började sin tränarkarriär i hemstaden Zárate och blev därefter tränare för CV Playas de Benidorm i Spanien. Därefter flyttade han till Tyskland där varit tränare under en stor del av sin tränarkarriär. Han tränade mellan 2001 och 2003 Rote Raben Vilsbiburgs juniorlag. Därefter tränade han Volley Köniz seniorlag i Schweiz innan han 2005 blev tränare för Sveriges damjuniorlandslag.
Han återvände 2006 till Tyskland för att träna Köpenicker SC (2006-2007) och Rote Raben Vilsbiburgs seniorlag (2007-2013). Under 2010 var han även biträdande tränare för Tysklands herrlandslag. Mellan 2013 och 2015 var Gallardo tillbaka i schweiziska Volley Köniz. Under 2014-2015 var han även förbundskapten för Rumäniens landslag och deltog med dem i EM 2015. Under 2015 återvände Gallardo till Tyskland för att träna Nawaro Straubing.
Gallardo påbörjade en andra sejour i Sverige 2016 då han blev förbundskapten för damlandslaget och tränare för  RIG Falköping. Han stannade på posterna till 2018 då det bar av till Spanien och CV Alcobendas. Han flyttade till Tyskland 2021 för att först träna Ladies in Black Aachen och året efter åter träna Rote Raben Vilsbiburg.
Guillermo är gift med Nadja Gallardo (född Jenzewski), som spelat med Tysklands landslag